# Eiríkur Hauksson

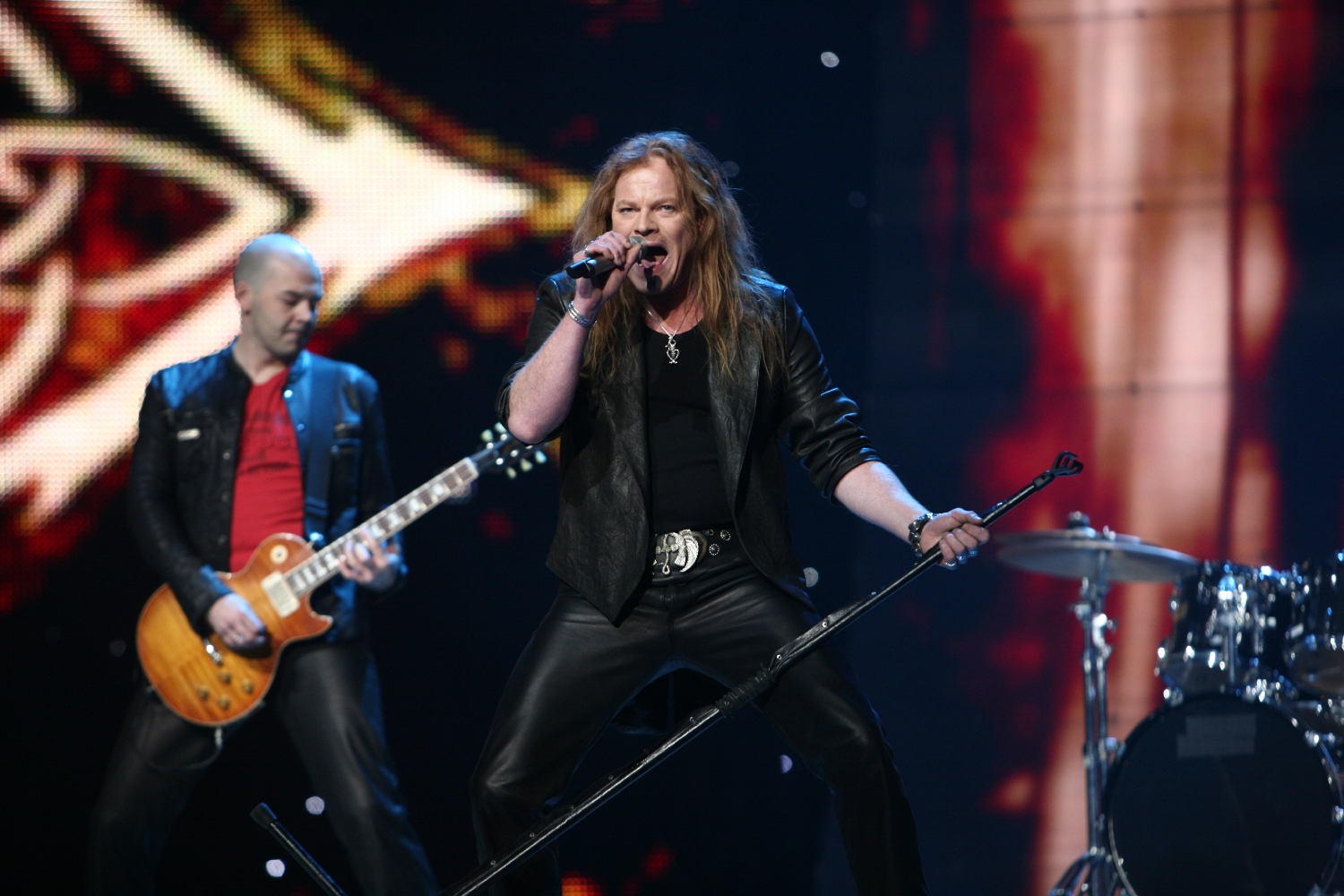
Eiríkur Hauksson tijdens de halve finale van het Eurovisiesongfestival in 2007

Eiríkur Hauksson (geboren op 4 juli 1959) is een IJslandse zanger die graag heavy metal zingt.
Begin jaren 80 werd hij vrij populair en verkocht veel platen. In 1986 nam hij deel aan de nationale preselectie voor het Eurovisiesongfestival en nam deel met 3 liedjes.
- Þetta gengur ekki lengur, geschreven door Ómar Halldórsson
- Gefðu mér gaum, geschreven door Gunnar Þórðarson en Ólafur Haukur Símonarson
- Mitt á milli Moskvu og Washington, geschreven door Ragnhildur Gísladóttir, Jakob Frímann Magnússon en Valgeir Guðjónsson

Het was uiteindelijk het lied Gleðibankinn van zanger Pálmi Gunnarsson dat won. Maar omdat het de allereerste deelname van het land was op het songfestival besloot de omroep dat er nog 2 populaire zangers mee op het podium zouden gaan, dat werden Eiríkur en Helga Möller. Ze traden aan als de band ICY en werden 16de.
Het volgende jaar nam hij opnieuw deel aan de preselectie met Lífið er lag en werd daar 2de mee, het lied werd een enorme hit. In 1988 verhuisde hij naar de Noorse stad Østfold en werd zanger in de powermetal groep Artch. Hun albums werden goed onthaald bij het publiek.
In 1991 werd hij gevraagd om in de gelegenheidsgroep Just 4 Fun deel te nemen aan het songfestival (namens Noorwegen) in Rome met het lied Mrs. Thompson, ze werden 17de. Twee jaar later splitte de groep Artch en kwamen in 1999 weer samen voor het 50-jarig jubileum van Scream Magazin, een Noors magazine.
Eiríkur nam in 2007 opnieuw deel aan de preselectie Söngvakeppnin en won met het lied Ég les í lófa þínum zodat hij voor de 3de maal deelneemt aan het songfestival. Het lied is ook vertaald naar het Engels, daar heet het Valentine Lost.
Sinds 2005 treedt hij regelmatig op in de Viking All Stars band, de live band van Ken Hensley.
1986: ICY · 
1987: Halla Margrét · 
1988: Beathoven · 
1989: Daníel Ágúst · 
1990: Stjórnin · 
1991: Stefán & Eyfi · 
1992: Heart 2 Heart · 
1993: Inga · 
1994: Sigga · 
1995: Bo Halldórsson · 
1996: Anna Mjöll · 
1997: Paul Oscar · 
1999: Selma · 
2000: August & Telma · 
2001: Two Tricky · 
2003: Birgitta · 
2004: Jónsi · 
2005: Selma · 
2006: Silvia Night · 
2007: Eiríkur Hauksson · 
2008: Euroband · 
2009: Yohanna · 
2010: Hera Björk · 
2011: Sigurjón's Friends · 
2012: Gréta Salóme & Jónsi · 
2013: Eyþór Ingi Gunnlaugsson · 
2014: Pollapönk · 
2015: María Ólafsdóttir · 
2016: Gréta Salóme · 
2017: Svala · 
2018: Ari Ólafsson · 
2019: Hatari · 
2021: Daði & Gagnamagnið · 
2022: Systur · 
2023: Diljá · 
2024: Hera Björk · 
2025: Væb
- MusicBrainz: b12ff3a0-c7aa-4b6f-bae0-2429cfbee860
- Virtual International Authority File: 8145970054132250762